# Clock Cleaners
Clock Cleaners (рус. «Чистильщики часов») — анимационный эпизод про Микки Мауса под номером 97. созданный Уолтом Диснеем в 1937 году.

## Сюжет
Микки Маус, Дональд Дак и Гуфи работают чистильщиками часов. Микки моет циферблат, Гуфи и Дональд чистят механизм.
Дональд решил почистить одну из критических деталей — пружину. Внезапно, его швабра застревает меж витков и пружина выскакивает в разные стороны.
Между тем Микки обнаруживает, что на одной из деталей свил гнездо аист. Микки пытается разбудить и прогнать спящего гостя, но тот не просыпается. Тогда, Микки берёт птицу и выбрасывает её в окно, чтобы она улетела. Всё бы ничего, но аист снова залетает в башню, хватает Микки клювов и выбрасывает в окно. Мышонок успевает схватиться за верёвку, на которой висело ведро с водой.
Тем временем Дональд заправляет пружину киянкой, и изо всех сил пытается выправить последний виток. Свободный конец пружины хлопает Дональда сзади по плечу, и когда тот кричит на него, пружина отвечает эхом. После короткой перепалки Дональд выходит из себя и швыряет в пружину киянкой, но та хватает киянку и запускает её в Дональда, сбив его с ног. Голова Дональда застревает между зубцами шестерни балансового вала, и когда он, наконец, высвобождается оттуда, его тело по инерции продолжает бросать из стороны в сторону.
Между тем Гуфи поднимается наверх, чтобы почистить колокол. При этом, он напевает песню Asleep in the Deep. Гуфи шутку ударяет колокол, из часов выходит металлическая фигурка старика с косой, который ударяет по колоколу тоже, при этом немного оглушая Гуфи. Затем ходит фигурка Статуи Свободы и тоже ударяет колокол, снова оглушая Гуфи. После третьего удара, Гуфи это надоело. Он взял киянку, чтобы наказать обидчика. Но когда выходит дама, Гуфи не ударяет её, так как она дама, а дам нельзя бить. Дама же бьёт Гуфи. От такого сильного удара он падает низ, но очередной трос его спасает. Микки замечает, что трос сейчас кончится и бросает ему трос с сиденьем, Гуфи цепляется за него головой. Потом, Гуфи приземляется на доску с мылом, шваброй и водой. Микки снова замечает, что доска сейчас упадёт и подставляет Гуфи под ноги лестницу. Микки не удерживает лестницу и она падает рядом с доской, как бы образуя при этом «мостик». Гуфи идёт по этой конструкции, но Микки снова что-то заподозрил. У лестницы не хватало одной ножки. Испуганный мышонок не успевает ухватить Гуфи и тот падает вниз, но приземляется на какой-то флаг и оба летят окно, где Дональд наконец починил пружину. Приземлившись. пружина ломается и все попадают в ту самую шестерню.